# 1093
1093（千九十三、せんきゅうじゅうさん）は自然数、また整数において、1092の次で1094の前の数である。

## 性質
- 1093は183番目の素数である。1つ前は1091、次は1097。
  - 約数の和は1094。
- 1091と1093は40番目の双子素数である。1つ前は (1061, 1063)、次は (1151, 1153)。
- 1093と1097は44番目のいとこ素数である。1つ前は (1087, 1091)、次は (1213, 1217)。
- (1091, 1093, 1097) は16番目の p , p + 2, p + 6 型の三つ子素数である。1つ前は (881, 883, 887) 、次は (1277, 1279, 1283)。
- ハッピー素数かつ六芒星素数である。
- 最少のヴィーフェリッヒ素数（英語版）である。
- 1093は3進法に直すと1111111と表すことができる為レピュニット素数である。
{\displaystyle 1093=1111111_{3}=3^{6}+3^{5}+3^{4}+3^{3}+3^{2}+3^{1}+3^{0}={\frac {3^{7}-1}{2}}\,.}
- 約数の和が1093になる数は1個ある。(729) 約数の和1個で表せる181番目の数である。1つ前は1070、次は1094。
- 各位の和が13になる82番目の数である。1つ前は1084、次は1129。
  - 各位の和が13になる数で素数になる19番目の数である。1つ前は1039、次は1129。(オンライン整数列大辞典の数列 A106755)

## その他 1093 に関連すること
- 西暦1093年